# Robert Delaunay
Vous lisez un « bon article » labellisé en 2012.
Pour les articles homonymes, voir Delaunay.
Robert Delaunay est un peintre français né le 12 avril 1885 à Paris et mort le 25 octobre 1941 à Montpellier. Avec sa femme Sonia Delaunay et quelques autres moins impliqués, tels que František Kupka, Francis Picabia, Fernand Léger et Vassily Kandinsky, il est le fondateur et le principal artisan du mouvement  orphiste, nom inventé par Apollinaire et branche du cubisme, au début du XXe siècle. Ses travaux sur la couleur prennent pour origine plusieurs théories de la loi du contraste simultané des couleurs, formulées par Michel-Eugène Chevreul. Par un travail concentré sur l'agencement des couleurs sur la toile, il cherche l'harmonie picturale.
Delaunay fait partie d'une génération d'avant-garde, particulièrement prolifique sur le plan artistique entre 1912 et 1914. Il est très lié (en correspondance, en art, voire en amitié) avec les poètes Guillaume Apollinaire et Blaise Cendrars, les peintres russes Vassily Kandinsky et Michel Larionov, les peintres allemands August Macke ou Franz Marc, le peintre slovaque Geza Szobel.
Après la guerre, il se lie d'amitié avec les artistes du mouvement surréaliste, dont il réalise plusieurs portraits, sans pour autant adopter leurs points de vue et leurs visions artistiques. Il aura notamment une amitié forte et durable avec le poète Tristan Tzara.
Son nom est également associé à la tour Eiffel, dont il a vu la construction alors qu'il avait quatre ans, et qu'il a peinte de nombreuses fois dans sa carrière, en utilisant des méthodes différentes, d'abord néo-impressionniste puis cubiste, et ensuite avec sa méthode simultanéiste.

## Biographie

### Jeunesse
Les parents de Robert Victor Félix Delaunay, George et Berthe Delaunay, habitent, lors de sa naissance le 12 avril 1885, dans un immeuble cossu de la rue Boissière à Paris dans le 16e arrondissement. Robert Delaunay s'oppose rapidement à son éducation bourgeoise alors que sa mère le materne excessivement, l'habille à l'anglaise, et le promène ainsi sur l'avenue des Champs-Élysées. Malgré ce refus de la vie bourgeoise, il reste marqué par ses origines. Il demeure par ailleurs toujours indifférent aux aspects matériels de la vie, et se crée, à l'instar de Don Quichotte, une conception chevaleresque de la vie. Ce caractère le pousse à transformer chaque instant de la vie en un moment poétique.
À quatre ans, ses parents l'emmènent à l'Exposition universelle de 1889, pour laquelle est construite la tour Eiffel, monument qui fascine l'artiste durant toute sa vie. Il s'enthousiasme pour les techniques scientifiques modernes, notamment pour la vitesse et l'électricité. Il visite par la suite l'exposition universelle de 1900, et notamment le pavillon de l'électricité. Cette visite forge son esprit de « peintre de la vie moderne.
Les parents de Robert Delaunay divorcent quand il a neuf ans, le 16 mai 1894. Il est alors élevé par une sœur de sa mère, Marie de Rose, et son mari, Charles Damour.
Très tôt, il se passionne pour les fleurs. Dans le château de La Rongère, à Saint-Éloy-de-Gy, lieu des vacances familiales, il passe de longs moments seul dans le jardin, à faire des croquis de fleurs, qui sont sa passion naturelle principale, avec le soleil.
L'école ne l'intéresse pas, et il profite de ses études pour dessiner et peindre avec des pastels cachés dans sa case. Il quitte le lycée à l'âge de dix-sept ans, et est engagé en tant qu'apprenti dans la conception scénique deux années durant (1902 à 1904), dans les ateliers du décorateur de théâtre Eugène Ronsin. C'est là qu'il développe son goût pour les grandes surfaces et la monumentalité, qu'il est sensibilisé au rôle de la lumière et aux jeux de distorsion perspective de l'espace scénique.
Il s'initie à la peinture avec son oncle Charles Damour, qui est un peintre traditionnel, loin de toutes les théories et de tous les mouvements de son époque. Robert Delaunay défend très souvent son point de vue artistique, très éloigné de celui de son oncle, ce qui conduit à des scènes de ménages burlesques. « Les assiettes volaient parce que Robert défendait son avis » raconte Sonia Delaunay.

### Premières œuvres

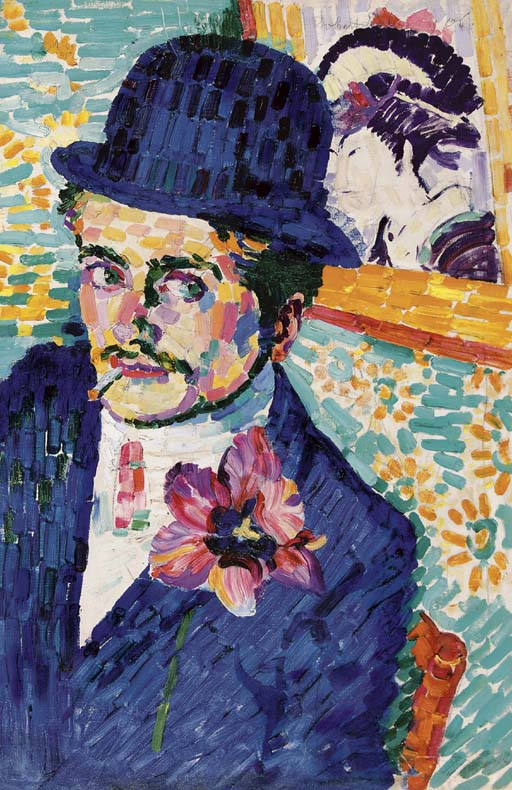
L'homme à la tulipe, portrait de Jean Metzinger, 1906

En 1904 et 1905, Robert Delaunay réalise ses premières peintures : des paysages et des fleurs de facture néo-impressionniste et fauve. En 1907, il fait son service militaire à Laon, dans l'Aisne. Il est fasciné par la cathédrale, et en fait de nombreux croquis. Il est affecté au service des auxiliaires, dans la bibliothèque des officiers. [réf. souhaitée] Son compagnon de chambrée, Robert Lotiron, écrit qu'« à cette époque, Delaunay avait un engouement délirant pour Spinoza, Rimbaud, Baudelaire et Jules Laforgue. » Le 20 octobre 1908, il est réformé pour « troubles fonctionnels du cœur », et « endocardite », puis il retourne à Paris.
En 1906, il participe au XXIe salon des indépendants, où il présente de nombreux tableaux peints au cours de l'été précédent. En 1907, il fréquente un groupe de jeunes artistes cherchant un art nouveau parmi lesquels Jean Metzinger, Henri Le Fauconnier et Fernand Léger. Dans le même temps, il entreprit un travail important sur des monuments de Paris. Le résultat de ses recherches a pour conséquence de proposer une théorie personnelle sur la couleur, en prenant comme point de départ son œuvre Paris - Saint-Séverin (1909).

### Rencontre avec Sonia Terk

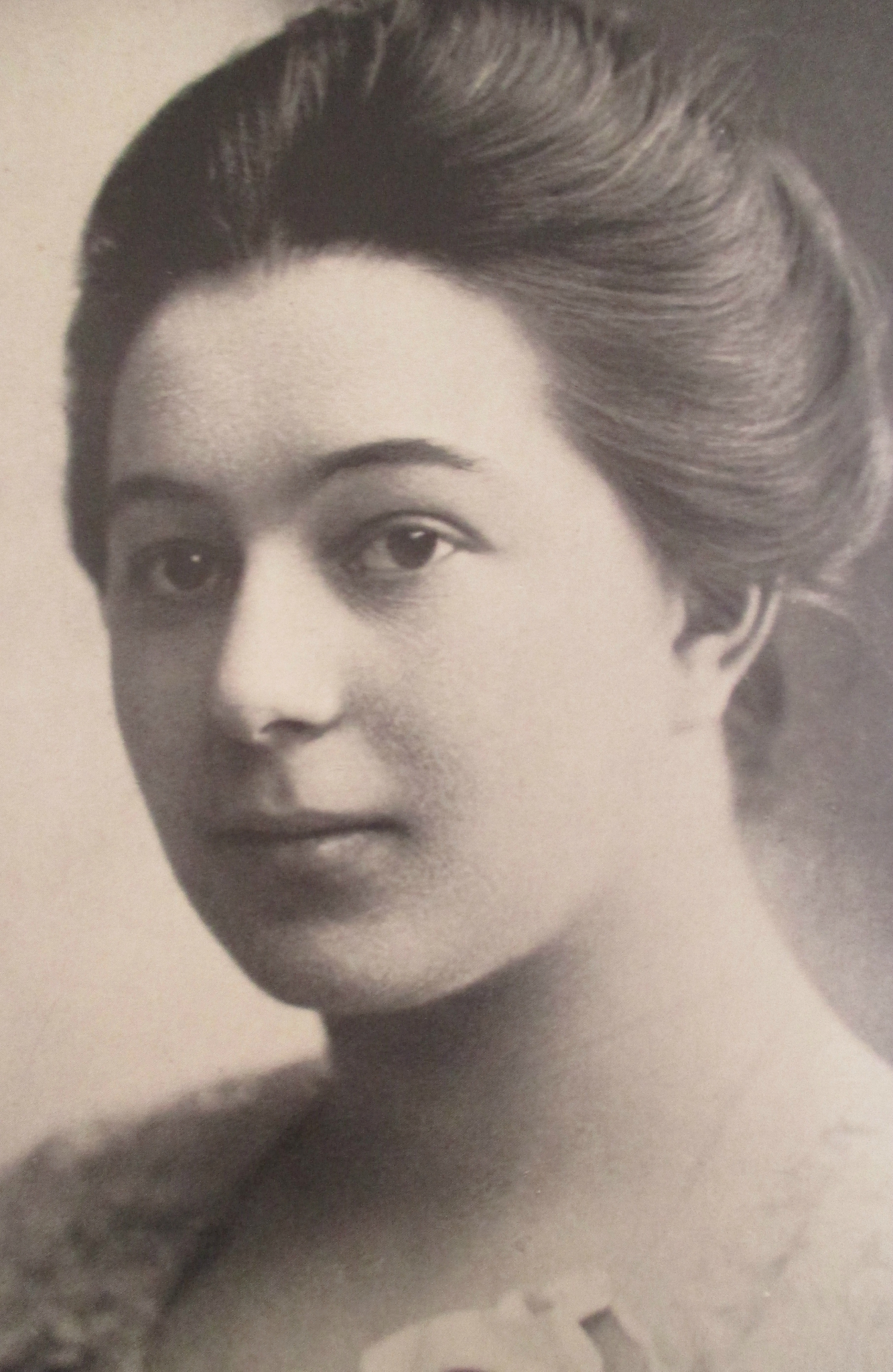
Sonia Delaunay, photographiée vers 1912.

Début 1909, il rencontre Sonia Terk alors qu'ils fréquentent tous les deux des artistes renommés. Ils assistent ensemble au triomphe de Louis Blériot qui traverse la Manche, et font ensemble un séjour dans la Drôme. Elle est alors mariée avec Wilhelm Uhde, mais ce n'est qu'un mariage blanc. Elle divorce aussitôt pour se remarier le 15 novembre 1910 avec Robert Delaunay, dont elle est enceinte. Le 18 janvier 1911 naît un garçon, Charles. Robert peint une petite tour Eiffel, qu'il offre à Sonia Terk en cadeau de fiançailles.

### 1910-1914: la reconnaissance
En 1910, influencé par le cubisme, notamment celui de Cézanne, Robert Delaunay réduit sa palette de couleurs jusqu'au monochrome, puis, sous l'influence de Sonia Delaunay, il réintroduit les couleurs chaudes. Dès 1912, il se tourne vers l'orphisme avec sa série des Fenêtres (conservées au musée de Grenoble et au Philadelphia Museum of Art). Avec Sonia Delaunay, il crée le simultanéisme, basé sur la loi du contraste simultané des couleurs. Il entre en correspondance avec le pionnier de l'abstrait Vassili Kandinsky, dont le texte théorique Du spirituel dans l'art (que Sonia Delaunay lui traduit de l'allemand) va beaucoup l'influencer et le guider.

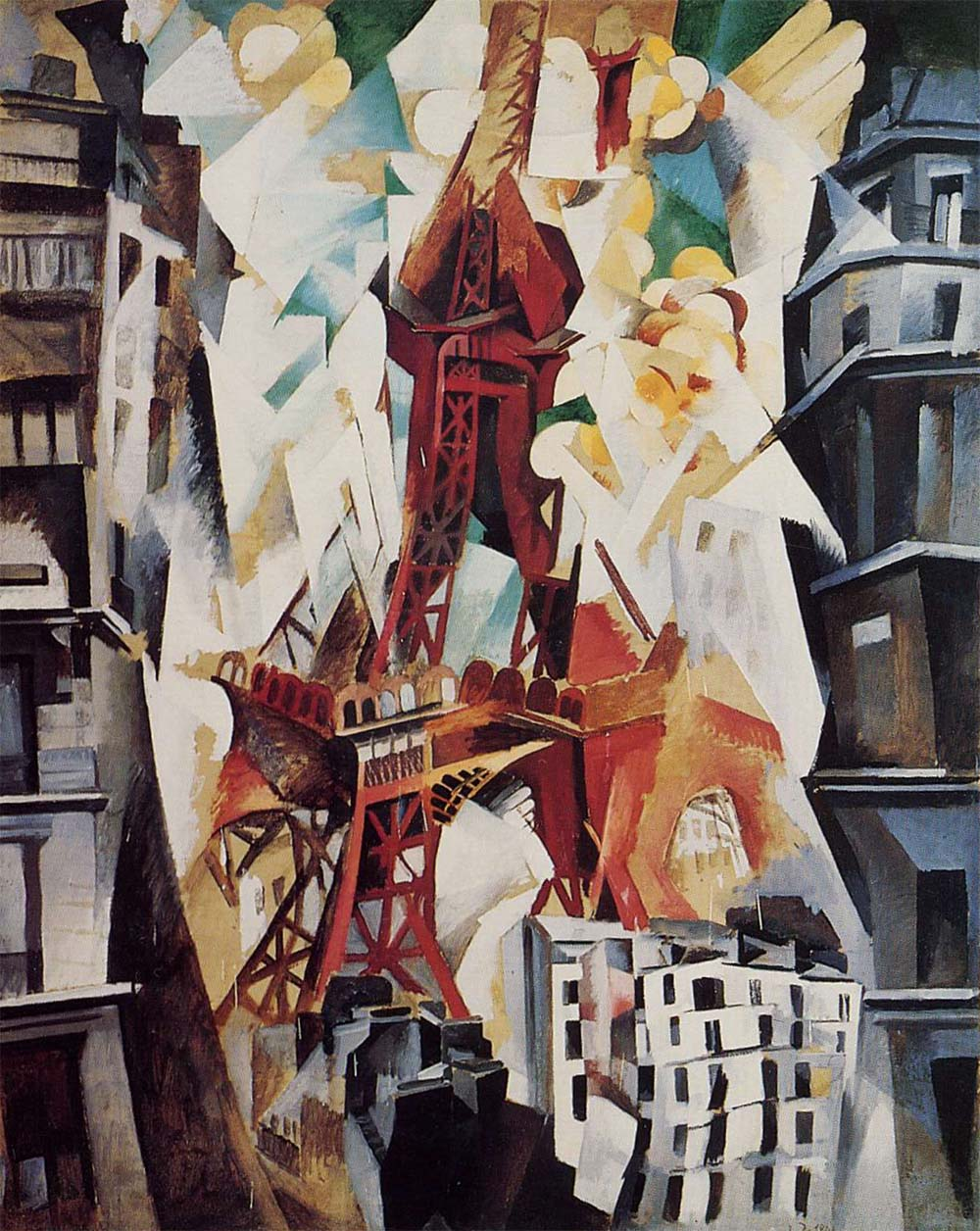
Robert Delaunay, La Tour Eiffel, 1911, huile sur toile,, Art Institute of Chicago.

Les deux artistes s'entraident également pour obtenir des places dans les expositions et dans la critique ; ils sont véritablement des amis. C'est grâce à Kandinsky que Delaunay peut être exposé à Moscou, et où il présente trois œuvres sans titre. L'année 1912 est dense en évènements pour Robert Delaunay : il expose à Moscou, Munich, Berlin, Paris, Zurich, se lie d'amitié avec le poète Guillaume Apollinaire (qui vient vivre à son atelier pendant les mois de novembre et décembre) et Blaise Cendrars, rencontre Paul Klee (avec qui il entre en correspondance), Alberto Giacometti, Henri Matisse, Henri Le Fauconnier et peint la série des Fenêtres, qui marque un tournant majeur dans son œuvre.
En 1913, Delaunay part exposer à Berlin en compagnie de Guillaume Apollinaire, et profite de l'occasion pour rencontrer les artistes allemands de l'époque : Franz Marc, Max Ernst ou encore August Macke. « Delaunay et Apollinaire sont restés un jour et une nuit. À ma grande joie, leur préférence est allée à mes dernières œuvres » raconte ce dernier. Paul Klee traduit en allemand le texte théorique de Delaunay, « La Lumière », qui paraît dans la revue Der Sturm en janvier sous le titre « Über das Licht ». Apollinaire écrit le poème Les Fenêtres qui sert de préface à la série de tableaux homonymes du peintre. En février, Alexandra Exter écrit au couple Delaunay pour leur demander de les inscrire au Salon des Indépendants, ainsi que Michel Larionov et Nathalie Gontcharoff. Robert Delaunay entre en correspondance avec tous ces artistes de l'avant-garde russe ; c'est lui qui les présente au public français. À cette époque, Apollinaire considère qu'il est le peintre le plus influent avec Picasso : « Il y a dans la peinture moderne de nouvelles tendances ; les plus importantes me semblent être, d'une part le cubisme de Picasso, d'autre part, l'orphisme de Delaunay. »(Guillaume Apollinaire Die Moderne Malerei [La peinture moderne] dans Der Sturm, février 1913). 
Il collabore cette même année avec le cinéaste Abel Gance pour son projet d’« Orgues lumineuses », un vaste écran constitué d’ampoules qui doivent s’allumer et s’éteindre au rythme d’une musique d’accompagnement, et pour lequel il propose un visage de femme composé de signaux lumineux rouges, blancs et bleus.
Durant toute cette période, il peint ses tableaux dans la petite ville de Louveciennes, où il a une résidence avec Sonia Delaunay, et ne va à Paris ou à l'étranger qu'une fois son œuvre terminée, pour la présenter ou alors pour voir ses amis peintres et poètes.

### La rupture de la guerre
D'abord appelé sous les drapeaux puis déclaré déserteur, Robert fit jouer ses relations et obtint sa réforme au consulat de France de Vigo, le 13 juin 1916. Sonia Delaunay et lui vont donc rester toute la durée de la guerre, et jusqu'en 1922, en Espagne et au Portugal. Il continue de peindre, avec notamment une série sur Les Marchés portugais, mais aussi Les Natures mortes et le Nu à la toilette. Les Delaunay en profitent pour passer de longues journées au musée du Prado, et Robert Delaunay se passionne pour les œuvres de Rubens et du Greco. Durant cette période, il a une abondante correspondante avec des peintres portugais. Une influence réciproque se met en place : Delaunay introduit les conceptions de la peinture moderne chez plusieurs de ces peintres, qui lui font en retour découvrir l'art populaire portugais. Il revient à un art figuratif : il peint les séries Femmes au marché, Femmes nues, Gitanes, Verseuses.

### Retour à Paris et amitiés surréalistes
De retour à Paris, l'ami Guillaume Apollinaire mort, les Delaunay vont fréquenter de nombreux poètes comme Blaise Cendrars et des musiciens, mais peu de peintres, car beaucoup considèrent Robert comme un déserteur dans le contexte nationaliste des années 1920, hormis Fernand Léger qui se fait l'avocat du pardon. Il   côtoie les milieux surréalistes, comme en témoignent les nombreux portraits d'amis réalisés à cette époque, dont ceux de Tristan Tzara, ami fidèle des décennies 1920 et 1930, d'André Breton et de Philippe Soupault. Ils sont liés également à Louis Aragon, Jean Cocteau ou Igor Stravinsky, et reçoivent le poète russe Vladimir Maïakovski. Les réunions amicales permettent à Robert Delaunay de présenter ses théories littéraires, qu'il met sur papier plus tard.
Sonia Delaunay impose son travail dans le domaine de la mode et du design, et obtient plus de reconnaissance que lui, en particulier lors l'exposition des Arts décoratifs de 1925. Elle s'impose également dans les décors et vêtements de films.
Robert peint plusieurs fois la tour Eiffel, car la « géante » se prête bien à ses recherches sur les contrastes simultanés de la couleur. Mais, comparé aux tours réalisées dans sa jeunesse, le travail est sensiblement différent.
Dans les années 1920, Robert diversifie son travail, en s'attelant par exemple aux arts décoratifs avec Fernand Léger avec qui il participe notamment à l'exposition des Arts décoratifs de 1925 pour le hall qui récapitule les recherches de tous les pays dans le domaine des arts appliqués. Il participe sous la direction de Sonia la même année à des décors de plusieurs films.

### Retour à l'abstraction et dernières années
Delaunay revient à l'orphisme abstrait avec sa série Rythme, composée pour grande partie en 1934. Cette série semble être l'aboutissement de ses recherches sur l'harmonie picturale. Dans le même temps, il commence des recherches sur de nouveaux matériaux. Son travail est mis en avant par une exposition commentée longuement par un article de Jean Cassou.
Les commandes de l'exposition internationale de 1937 lui permettent de réaliser d'immenses fresques et des peintures monumentales, dont celles du pavillon de l'air et du chemin de fer. La fresque du palais de l'air est une représentation agrandie d'une toile de la série Rythme. Il assure l'année suivante la décoration du hall des sculptures au Salon des Tuileries, pour lequel il exécute trois grands Rythmes qui sont ses dernières œuvres importantes.
En 1940, il fuit l'avancée nazie en se réfugiant à Montpellier, en Zone libre auprès de Joseph Delteil. Il continue de s'investir dans la vie artistique. Installé à Mougins, il a constitué un véritable musée Delaunay avec ses tours déhanchées. Le peintre Albert Aublet lui rend souvent visite à l'époque où il apporte son soutien au jeune peintre figuratif Nicolas de Staël. Il est à nouveau victime de problèmes pulmonaires, et meurt le 25 octobre 1941.

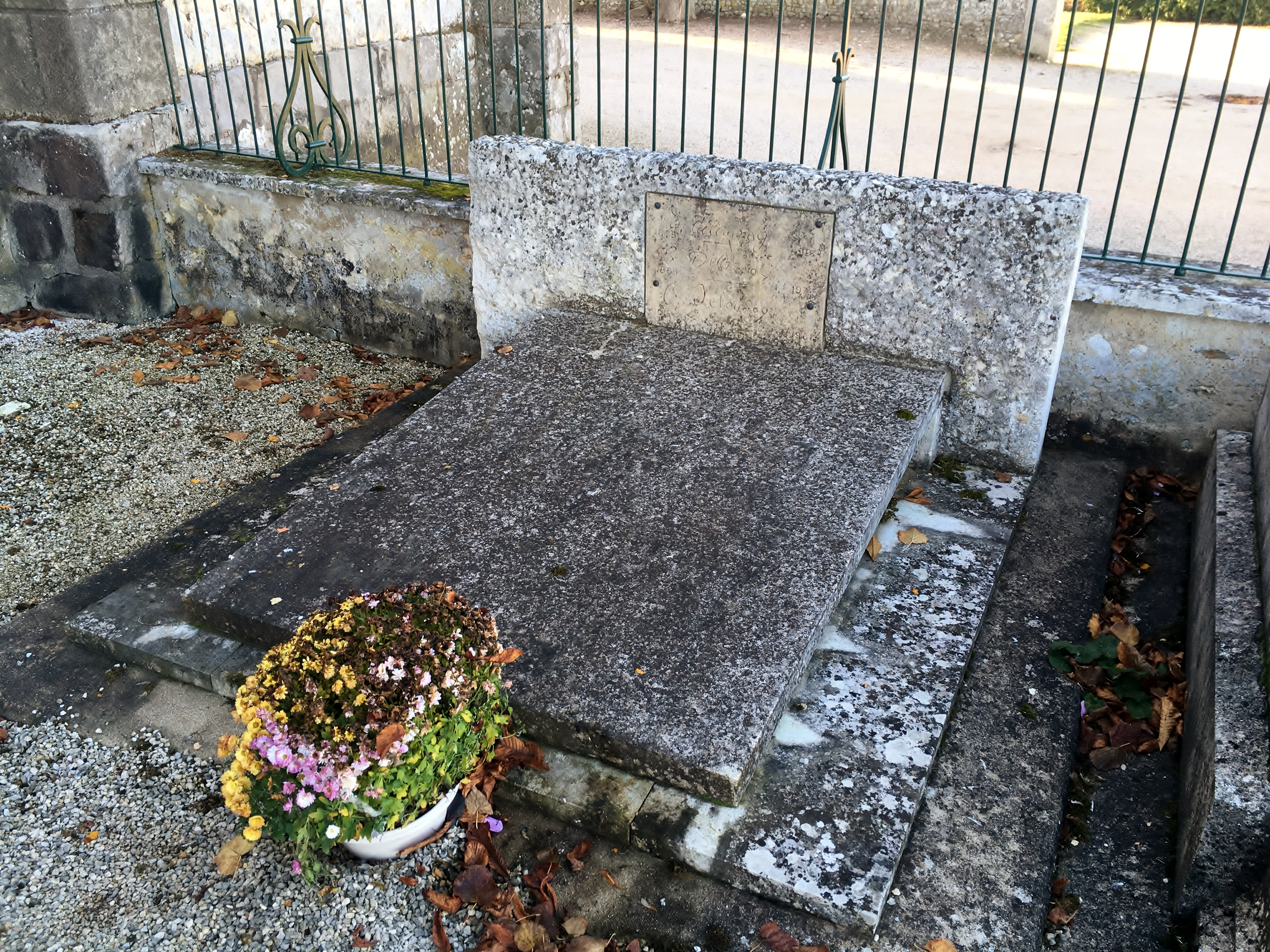
Tombe du cimetière de Gambais (Yvelines)

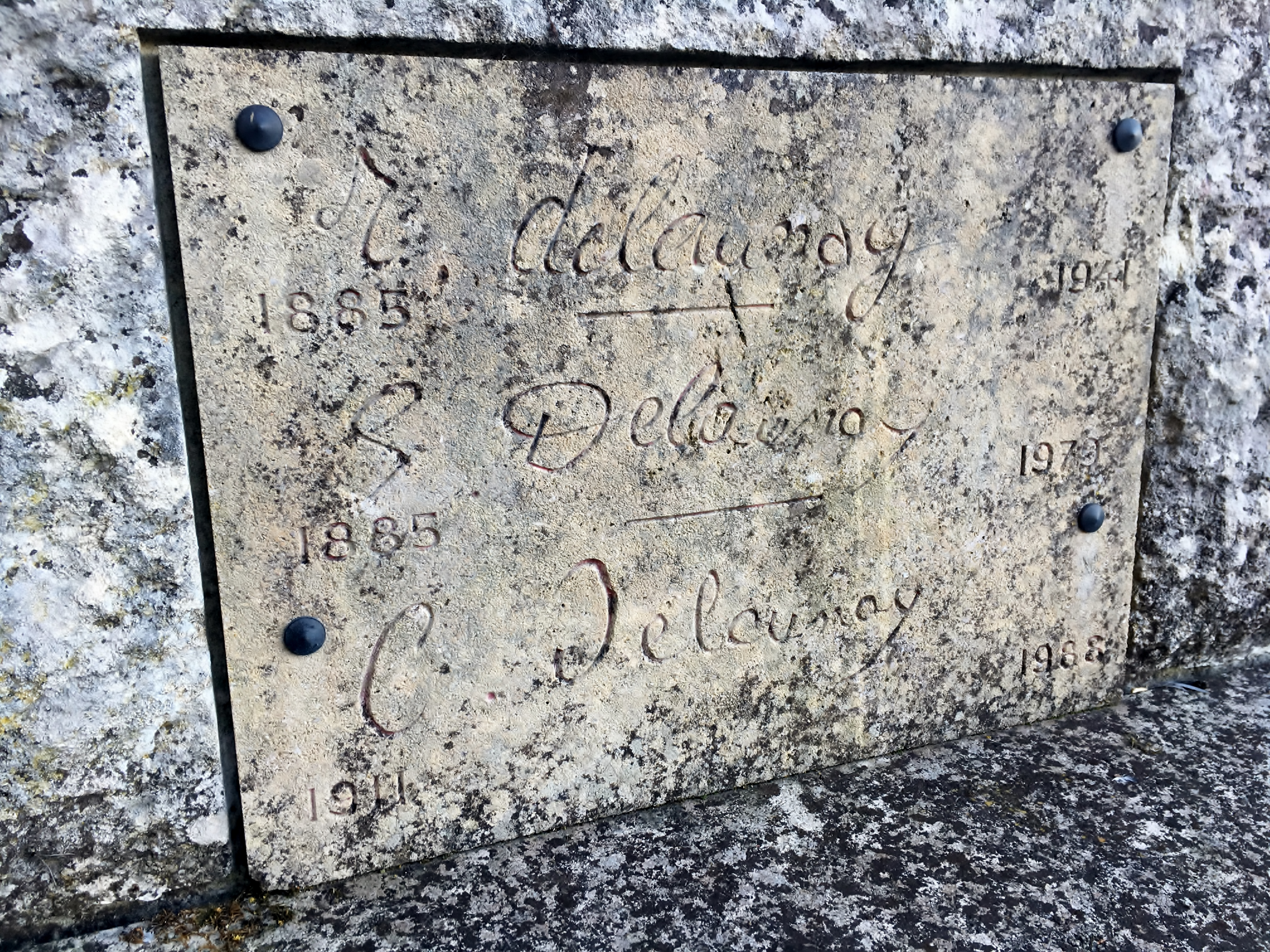
Détail de la plaque de la stèle des Delaunay

### Après la guerre
Après la Seconde guerre mondiale, Sonia Delaunay veuve fait connaître l'œuvre de Robert Delaunay pour lequel elle organise expositions et rétrospectives, en particulier à travers l'exposition à la Galerie Louis Carré en décembre 1946-47, qui fait sortir Robert Delaunay de l'oubli par la série des Tour Eiffel, datée d'avant 1914.

## Œuvre
L’œuvre de Robert Delaunay est généralement divisée chronologiquement en deux parties : le néo-impressionnisme de sa jeunesse d'une part puis l'orphisme, branche du cubisme et avant-garde de l'abstraction, constituant sa maturité (à partir d'environ 1912) d'autre part. Son œuvre est tombée dans le domaine public au 1er janvier 2012.

### Néo-impressionnisme
Marqué d'abord par l'impressionnisme et le synthétisme, Delaunay s'oriente vers le néo-impressionnisme après sa rencontre avec Jean Metzinger, qui l'invite à se plonger dans des écrits théoriques sur la couleur, tel que De la loi du contraste simultané des couleurs d'Eugène Chevreul. De tels essais le convainquent que les couleurs sont interdépendantes et interagissent entre elles en fonction de leur répartition dans le spectre. Cette découverte le marque toute sa vie.
Entre 1904 et 1906, il réalise une série de portraits et d'autoportraits dans lesquels il applique la technique de la large touche en pavé propre au divisionnisme. Il réalise dans le même temps une série de paysages, toujours en utilisant la méthode divisionniste, dont le célèbre Paysage au disque, peint dans les derniers jours de 1906.
En 1906, dans Le Portrait de Henri Carlier, Robert Delaunay affirme déjà sa singularité dans le choix de l'agencement des couleurs : les dominantes vert et violet rencontrent des zones de rouge brillant. Le violet qu'il applique n'est pas commun pour l'époque, et est sans doute emprunté au peintre divisionniste Cross, et son travail est influencé par les longues discussions avec Jean Metzinger.

### Orphisme

#### Les Fenêtres

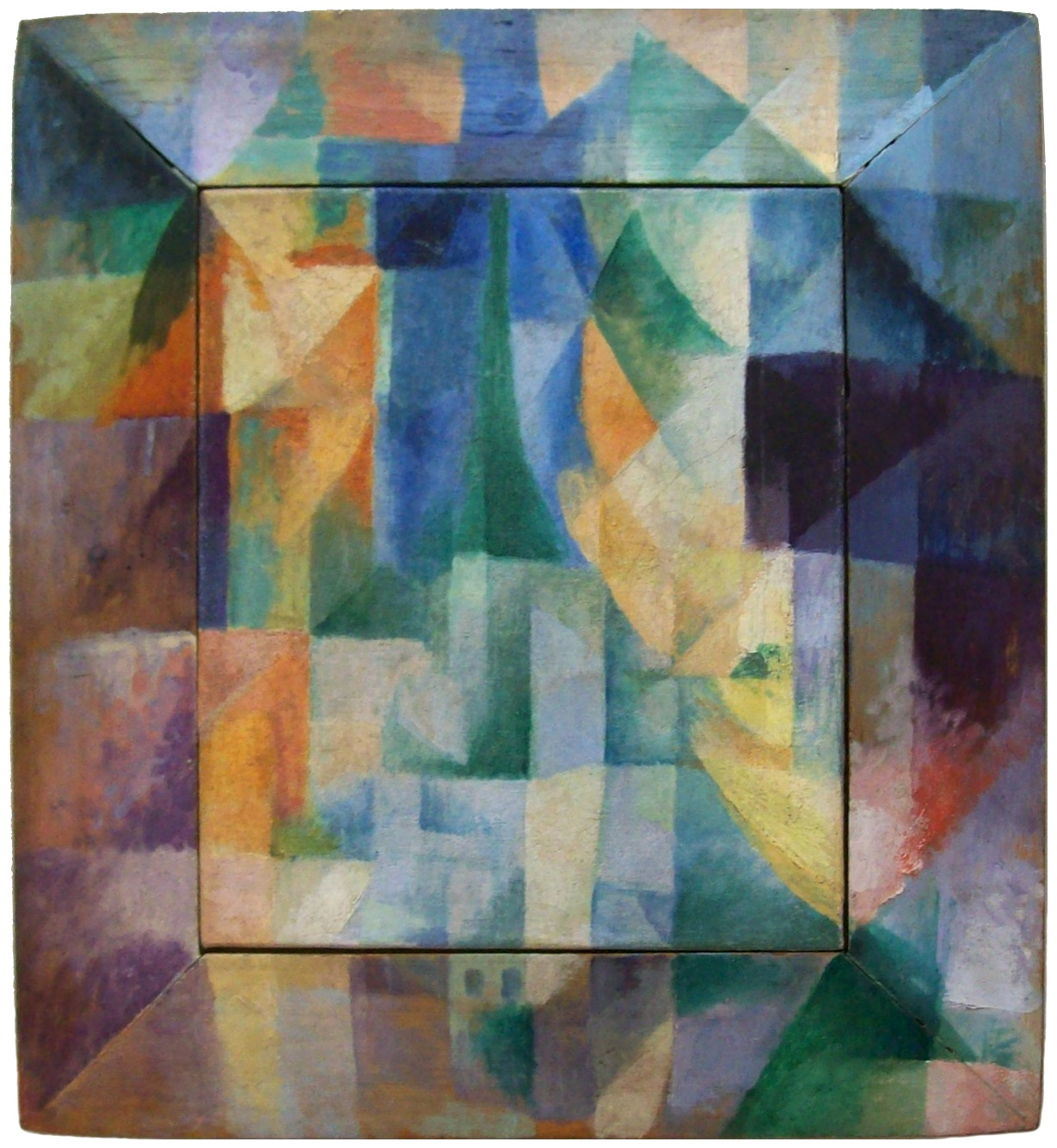
Delaunay Les Fenêtres simultanées sur la ville, 1912,, Kunsthalle de Hambourg

Robert Delaunay passe à l'abstraction avec la série Les Fenêtres, présentée de 1912 à 1913. Elle inaugure une longue série de recherches sur la possibilité de traduire « l'harmonie représentative », par le seul agencement des couleurs. Les couleurs remplacent les objets, qui n'ont plus de substance et laissent la place à la lumière. Ce passage à l'abstraction se fait après la lecture des théories de Vassily Kandinsky dans son livre manifeste Du spirituel dans l'art, et alors que Guillaume Apollinaire diagnostique en 1912 la naissance d'un nouvel art pictural : « Les peintres nouveaux peignent des tableaux où il n'y a plus de sujet véritable ». Mais, contrairement à Vassily Kandinsky qui donne un contenu psychologique et mystique à ses œuvres, Robert Delaunay n'exploite que « l'effet purement physique ». Il s'explique en s'inspirant d'un texte de Léonard de Vinci : « L’œil est notre sens le plus élevé, celui qui communique le plus étroitement avec notre cerveau, la conscience. L'idée d'un mouvement vital du monde et son mouvement est simultanéité. Notre compréhension est corrélative à notre perception »,,. À cette époque, Delaunay fait également de nombreuses recherches sur les couleurs et plus précisément sur la loi du contraste simultané des couleurs. Avec Sonia Delaunay, il crée le simultanéisme, une technique qui vise à trouver l'harmonie picturale grâce à l'agencement simultané des couleurs, et qui se concentre essentiellement sur le rôle de la lumière, qui est perçue comme principe créateur originel.

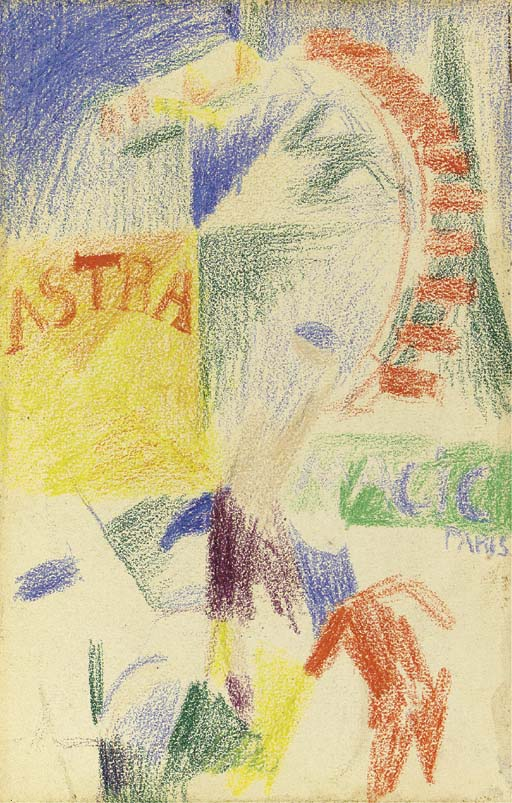
Robert Delaunay, L'Équipe de Cardiff, 1913, crayons de cire colorés sur papier posé sur carton,, collection particulière.

#### L'Équipe de Cardiff
En 1913, après la série Les Fenêtres, Robert Delaunay produit une série nommée L'Équipe de Cardiff, consacrée au sport, particulièrement au football-rugby, sport en plein essor à cette époque. Ainsi, il choisit un sujet peu traité jusque-là, qui répond bien à la « modernolâtrie » de Blaise Cendrars et de Guillaume Apollinaire. Il est en accord avec les journaux de l'époque qui louent « l'esprit de vitalité » de la nouvelle génération. Le tableau met en scène une vision combative de la vie moderne, où le culte de l'action invite au dépassement de soi.
Cette série n'est pas abstraite : des joueurs de rugby sont représentés devant une grande roue et la Tour Eiffel, dans un assemblage d'affiches et de couleurs. Le décor est résolument urbain : c'est le panneau publicitaire qui prend la plus grande place sur le tableau. Il organise son tableau comme une juxtaposition d'éléments agencée de manière simultanée. L'image des joueurs semble lui venir d'une revue anglaise qu'il possédait, et les motifs de la grande roue, du panneau publicitaire et de la tour Eiffel d'une carte postale qui fut retrouvée dans ses affaires. Le regroupement des quatre éléments se fait grâce à la ligne médiane, axe sinusoïdal qui coupe le tableau en deux, tout en faisant son unité. Cet axe permet le passage à une architecture dépourvue de fondations, qui semble voler dans les airs.

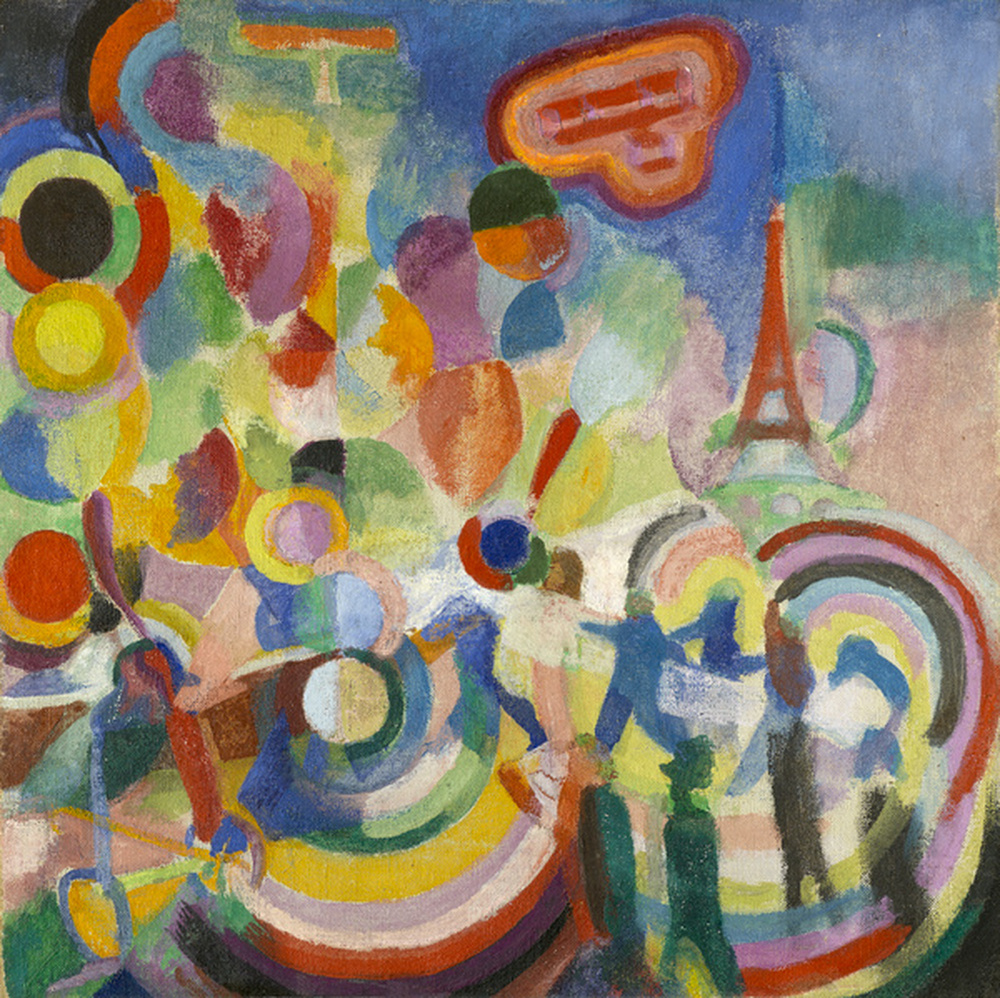
Robert Delaunay.Hommage à Blériot, 1914, huile sur toile,, musée de Grenoble.

#### Hommage à Blériot
Au salon suivant, en 1914, Robert Delaunay présente la toile Hommage à Blériot, véritable manifeste de sa méthode simultanéiste. Les mouvements de la toile sont impulsés par des formes empruntées à l'aéronautique : biplan, hélice. L'avion, symbole de l'émancipation de l'homme par rapport à la Terre, offre à Robert Delaunay un prétexte pour s'émanciper des codes de la peinture traditionnelle, et s'avancer vers l'« inobjectif » et la « peinture pure ». Il choisit l'avion car il abolit les notions de distance, et permet au peintre d'aller vers une ubiquité panoramique. Il oppose une plénitude harmonique aux tentatives descriptives du passé. De même, ce motif, comme celui de la tour Eiffel, lui permet de se revendiquer peintre de la modernité. La préférence du peintre pour la courbe est perceptible (contrairement aux peintres abstraits Kasimir Malevitch et Piet Mondrian), déjà affirmée dans la série des Fleurs (1909), et qui se poursuivra dans les Formes circulaires.

#### Formes circulaires et disques

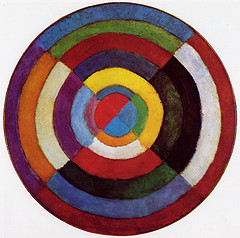
Robert Delaunay, Disque simultané, 1912-1913, huile sur toile,, collection particulière.

Après avoir présenté sa série L'Équipe de Cardiff au Salon des indépendants dans le début de l'année 1913, il se retire à Louveciennes et entame une importante série intitulée Formes circulaires. Par ce travail, Robert Delaunay souhaite rendre la puissance de la lumière solaire, thème qu'il avait déjà esquissé dans sa peinture de 1906 Paysage au disque, et l'irradiation lunaire. À propos de l'une des œuvres de cette série, il déclare plus tard qu'elle est la « première peinture circulaire, premier tableau non figuratif ». Par cette toile, il révèle son intérêt pour les théories scientifiques (en parties erronées) de la couleur au XIXe siècle. Dans le tableau Formes circulaires, Soleil no 2, les trois couleurs primaires : le bleu, le rouge et le jaune, sont aux extrémités d'un triangle déformé qui donne une sensation de rotation de l'ensemble. Pour Delaunay, cet effet résulte du tournoiement des motifs colorés, descendant pour le bleu et ascendant pour le rouge. Entre ces couleurs primaires apparaissent des couleurs secondaires, obtenues par mélange des premières : orange, vert et violet. L'ensemble tourbillonne autour du centre, la couleur originelle et finale, le blanc. Ce n'est pas le soleil qui est représenté, mais le processus de perception par l’œil
En août 1913, toujours à Louveciennes, il réalise une œuvre solitaire, appelée Disque (Le Premier Disque), qui consiste en sept cercles concentriques divisés en quatre segments égaux. Alors que les cercles colorés étaient nombreux dans sa série Formes circulaires, Robert Delaunay se concentre dans cette peinture dans la pureté de la surface plane ; mais elle n'en est pas néanmoins qu'un détail d'une œuvre précédente, c'est une œuvre à part entière, qui fait partie de la recherche de Delaunay sur l'harmonie picturale. Cette œuvre, indiscutablement non-objective, a une grande importance dans l'histoire de l'art.

#### Travaux en Espagne
Alors qu'il est en Espagne et au Portugal pendant la guerre, il renouvelle ses thèmes, passant de la ville à la vie populaire sur les marchés ou à la maison, mais sa technique artistique reste la même. Des personnages sont dessinés de manière figurative, mais sont entourés d'objets abstraits ; sur ces mêmes toiles, les couleurs éclatent et sont employées en toute liberté. La lumière de la péninsule ibérique est beaucoup plus forte que celle d'Île-de-France, d'où Robert Delaunay n'était guère sorti, ce qui lui permet d'observer et de rendre sur ses tableaux un nouveau type de vibration des couleurs.

#### Éloignement de l'orphisme
Dans les années 1920, Robert Delaunay retravaille sur la tour Eiffel, de manière sensiblement différente. La tour ne s'écroule plus, mais se dresse, vue en contre-plongée, de telle façon qu'il nous semble qu'elle grandit de manière infinie. D'autres fois, la tour est vue du ciel et associée aux courbes du Champ de Mars ; pour ces vues, il s'est aidé de photographies aériennes. Il tire de sa composition le dynamisme du rythme, et l'agencement de couleurs irréalistes.
En 1925, il participe à l'exposition des Arts décoratifs, pour laquelle il décore le hall d'une ambassade avec Fernand Léger. Il choisit le thème de La Femme de la tour, qu'il reproduit sur un panneau de plus de quatre mètres, et provoque un violent scandale.
Les nombreux portraits d'amis ou de connaissances qu'il peint dans ces années-là sont bel et bien figuratifs, mais Robert Delaunay utilise toujours des couleurs vives et puissantes. Par exemple, dans le Portrait de Tristan Tzara, l'élément principal n'est pas le visage du poète, mais bien l'écharpe orange et verte qu'il porte autour du cou et qui a été réalisée par Sonia Delaunay.

#### Retour à l'orphisme

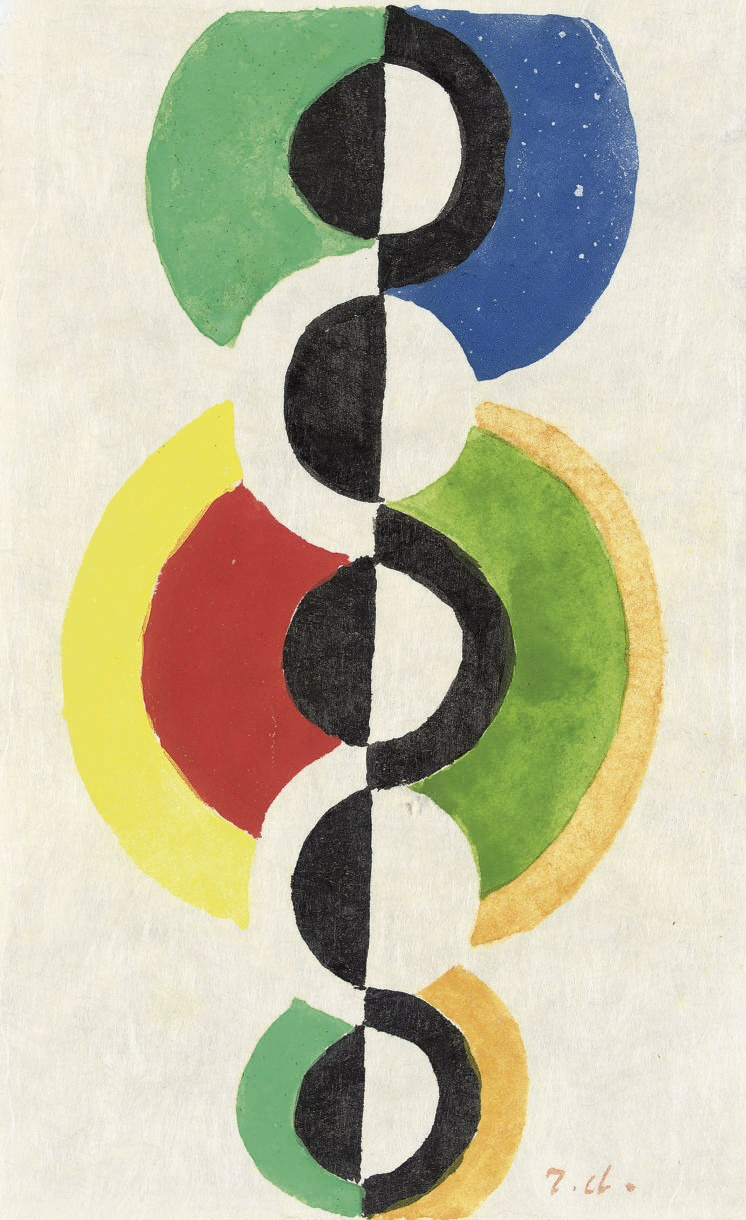
Robert Delaunay, Rythme, 1932, gouache, aquarelle, pinceau et encre sur papier Japon nacré,, collection particulière.

Vers 1930 se produit un revirement assez difficile à expliquer, qui pousse Delaunay à revenir à l'orphisme, en commençant une série intitulée Rythmes, qui reprend les Formes circulaires produites dans les années 1910, de manière nouvelle et plus mature, en s'inspirant notamment du travail de Piet Mondrian, et des artistes regroupés sous le nom d'abstraction-géométrique (dont la plupart reconnaissaient une dette artistique à son égard). Il y montre sa maîtrise dans l'agencement des couleurs, et atteint son but recherché dans les premières années orphiques : l'harmonie picturale.

#### Recherches sur la technique picturale
Dans le même temps, alors qu'il s'est quasiment toujours contenté de rester dans la technique classique de la peinture (à part pour les arts décoratifs), il commence à rechercher de nouvelles techniques picturales, que Jean Cassou décrit dans le détail dans un article paru en 1935 dans le magazine Art et décoration : « Ces revêtements, dans la composition desquels domine la caséine, peuvent s'appliquer sur les cartons ou sur des toiles [...] Il est possible de les peindre à la fresque, à l'huile ou à l’œuf. Delaunay mêle à sa caséine des pâtes faites avec des poudres de liège et obtient ainsi des épaisseurs avec de la sciure de bois. L'intérêt de ces matières, c'est qu'une fois durcies [...], elles peuvent être utilisées pour les extérieurs et résister aux agents atmosphériques. Delaunay emploie également tout une gamme chromatique de sables, en particulier les sables du Colorado, qu'il projette sur ses enduits à la caséine avec un pistolet à air. Les colorations ainsi obtenues sont inaltérables à la lumière et inattaquables à l'eau. Il applique enfin à ses revêtements des vernis [...] Un autre matériau dû à l'ingéniosité de Delaunay est la pierre laque, qui peut constituer des murs d'une coloration variée et séduisante. C'est un matériau léger, ininflammable et dont l'emploi est tout indiqué dans la marine. Il peut atteindre à la densité du marbre et à la résistance du ciment : mais c'est là sa supériorité sur le ciment, il comporte en lui-même sa coloration. On peut d'ailleurs aussi le produire en surfaces blanches, sur lesquelles la peinture adhère parfaitement. Il est inutile de faire observer qu'on peut disposer des pâtes à la caséine selon des reliefs décoratifs aussi complexes et libres que l'on voudra. » Robert Delaunay passe donc du chevalet au travail artistique sur les murs. Il s'en explique dans la revue Commune : « Moi artiste, moi manuel, je fais la révolution dans les murs. En ce moment, j'ai trouvé des matériaux nouveaux qui transforment le mur, non seulement extérieurement mais dans sa substance même. Séparer l'homme de l'art ? Jamais. Je ne peux pas séparer l'homme de l'art puisque je lui fais des maisons ! Pendant que la mode était au tableau de chevalet, je ne pensais déjà qu'à de grands ouvrages muraux. »

#### L'exposition universelle de 1937
Ces travaux muraux trouveront leur point d'exergue dans l'Exposition internationale de 1937, pour laquelle lui et Sonia Delaunay réalisent d'immenses décorations. Dès 1935, il était pressenti pour participer à cette gigantesque exposition, mais, contrairement à de nombreux artistes, il n'a fait aucun acte de candidature ; l'attention a été attirée sur lui grâce à une exposition réalisée par la revue Art et décoration, intitulée Revêtements muraux en relief et en couleurs de Robert Delaunay, en 1935. Il réalise la décoration du palais du chemin de fer et de l'air. Pour ce dernier, il reproduit à grande échelle son tableau Rythme sans fin. La volonté était également de faire sortir l'avant-garde de son petit cercle d'initiés, et de la mettre à portée de tout le monde.

## Delaunay et l'art abstrait
Robert Delaunay a peint des œuvres abstraites durant deux périodes dans sa vie : d'abord autour de 1912 et 1913, avec les séries des Villes, des Formes circulaires et la toile Disque simultané, qui en font l'un des pionniers de l'abstraction, ; puis autour de 1933 et 1934, quand il peint les séries Rythmes et Rythmes sans fin. Pourtant, à aucune période, il n'a défini son art comme étant un art abstrait. Cela s'explique par le fait qu'il se sentait cubiste, était vu par la critique et le public comme un peintre cubiste, et ses œuvres étaient interprétées ainsi. Pour s'éloigner des autres « -isme » qui fleurissent à l'époque, Sonia Delaunay et lui créent leur propre mouvement, le simultanéisme, en raison de leur recherche chromatique sur les couleurs. Robert Delaunay se considère d'ailleurs comme un « hérésiarque du cubisme ». De plus, il affirme dans une lettre à August Macke de 1913 que « Une chose indispensable pour moi, c'est l'observation directe, dans la nature, de l'essence lumineuse », ce qui l'éloigne des théoriciens de l'art abstrait, tels que Piet Mondrian, qui voudraient un art complètement coupé de la nature. Pourtant, certaines de ses œuvres sont indiscutablement abstraites, dont les séries citées ci-dessus. En voulant représenter la lumière, qui paraît être un élément naturel, il a dû recourir à des formes non-figuratives, sans aucun lien direct avec la réalité. Pour rendre l'essence de la lumière, il a choisi d'utiliser des agencements de couleur, sans plus représenter un objet. Sonia Delaunay, quant à elle note dans son journal (publié en 1978 aux éditions Robert Laffont, p. 137) : « J'ai fini le livre de Dorival. À la fin de son livre il résume son premier volume en démontrant que toute la peinture de cette époque annonce une peinture s'éloignant du Réalisme, une peinture inobjective, toutes les peintures que nous connaissons ne sont que des balbutiements. Il est étonnant de compréhension et comme il est près de nous ! C'est la première fois que je vois quelqu'un de si loin et de si près. Dommage que Delaunay ne l'ait pas connu. »

## Quelques œuvres

### Œuvres de jeunesse

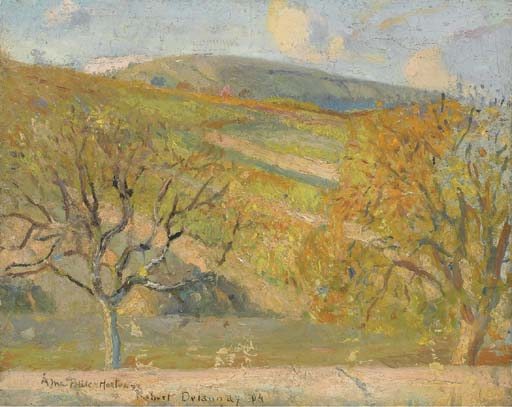
Robert Delaunay, Paysage montagneux, 1904, huile toile,, collection particulière.

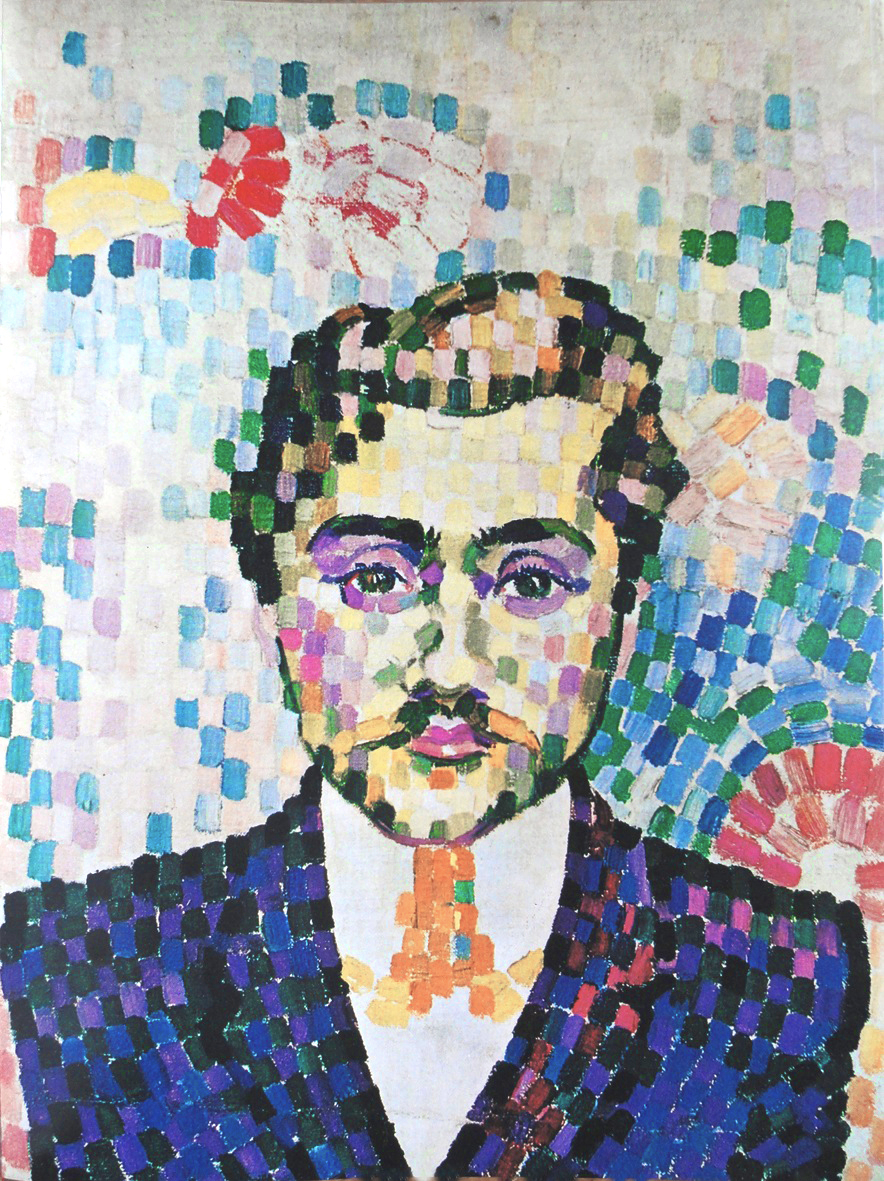
Robert Delaunay, Portrait de Metzinger (1906), huile sur toile,.

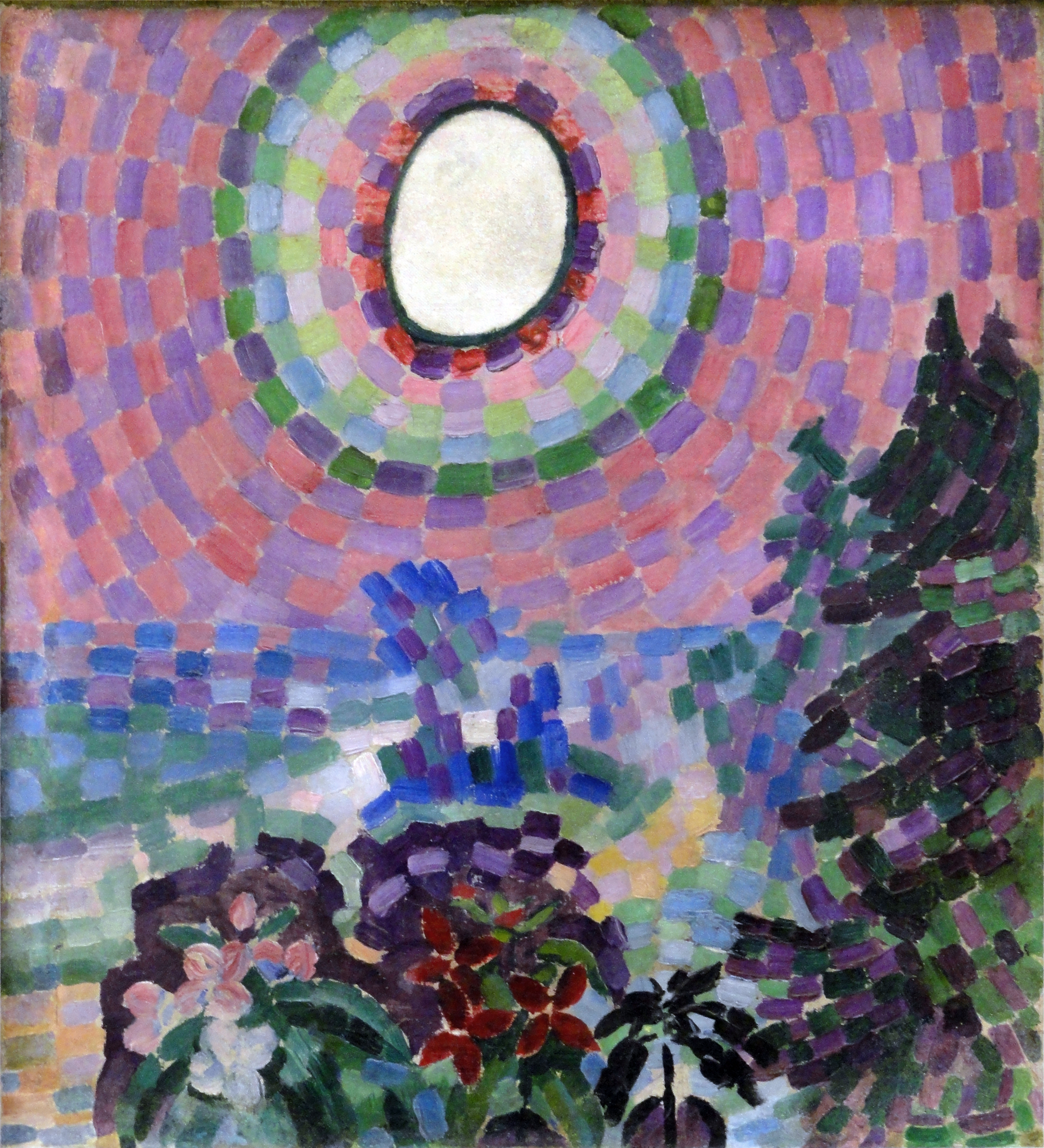
Robert Delaunay, Paysage au disque, (1906), huile sur toile,, Musée national d'art moderne, Paris

- 1903 : Paysage de la Ronchère : bord de la Yèvre, huile sur toile, 72,5 × 91,5 cm, musée national d'Art moderne, centre Georges-Pompidou, Paris
- 1905 :
  - Autoportrait à l'estampe japonaise, collection Sonia Delaunay, Paris
  - Le Marché - paysage de Bretagne, huile sur toile, 39 × 46 cm, musée national d'Art moderne, centre Georges-Pompidou, Paris,
  - La Fête au pays, huile sur toile, 38 × 46,5 cm musée des beaux-arts de Rennes
  - Portrait de Jean Metzinger ou l'Homme à la tulipe, huile sur toile, 73,5 × 49 cm, collection particulière, Paris
  - Brûleuses de goémon, musée des Beaux-arts de Quimper
- 1906 :
  - Paysage aux vaches, huile sur toile, 50 × 61 cm, musée d'art moderne de la ville de Paris, donation Germaine Henry-Robert Thomas
  - Paysage au disque, huile sur toile, 55 × 46 cm, musée national d'Art moderne, centre Georges-Pompidou, Paris
  - Portrait de Henri Carlier, huile sur toile, 64 × 60 cm, musée national d'Art moderne, centre Georges-Pompidou, Paris
  - Autoportrait, huile sur toile, 54 × 46 cm, musée national d'Art moderne, centre Georges-Pompidou, Paris
- 1907 :
  - La Poétesse (Fillette), huile sur toile, 54 × 66 cm, University Museum of Art, don de Owen et Leone Elliot, Iowa City
  - Nu aux ibis, huile sur toile, 55 × 46 cm, collection Éric et Jean-Louis Delaunay, Paris
  - Nature morte au perroquet, huile sur toile, 80 × 65 cm, musée Unterlinden, Colmar
  - Portrait de Wihlem Uhde, huile sur toile, 80,7 × 64,8 cm, collection Sonia Delaunay, Paris
- 1909 :
  - Étude pour Saint-Séverin, crayon sur papier, 31,3 × 23,5 cm, Ccentre Georges-Pompidou, musée national d'Art moderne, Paris
  - Autoportrait, huile sur toile, 73 × 60 cm, musée national d'Art moderne, centre Georges-Pompidou, Paris
  - Saint-Séverin, encre de Chine sur papier du Japon, 25 × 19,6 cm, centre Georges-Pompidou, musée national d'Art moderne, donation Delaunay de 1964, Paris
  - Saint-Séverin no 1, huile sur toile, 116 × 83 cm, collection particulière
  - Saint-Séverin no 2, huile sur toile, 99,4 × 74 cm, Minneapolis Institute of Arts, The William Hood Dunwoody Fund, Minneapolis
  - Saint-Séverin no 3, huile sur toile, 112,6 × 88,8 cm, musée Solomon R. Guggenheim, New York
  - Saint-Séverin no 5 (L’Arc-en-ciel), huile sur toile, 58,7 × 38,5 cm, Moderna Museet, Stockholm
  - La ville, première étude, huile sur toile, 88,3 × 124,5 cm, Tate Gallery, Londres
  - La Flèche de Notre-Dame, aquarelle sur papier marouflé sur toile, 58,5 × 38,5 cm, Musée de Grenoble
  - Étude pour la ville, huile sur carton, 80,5 × 67,5 cm, Kunstmuseum, Winterthur
  - Le Dirigeable et la Tour, huile sur carton, 34,8 × 26,8 cm, galerie Gmurzinska, Cologne
- 1910 :
  - La Ville n°2, huile sur toile, 146 × 114 cm, musée national d'Art moderne, centre Georges-Pompidou, Paris
  - Tour Eiffel, huile sur toile, 198 × 136 cm, musée Solomon R. Guggenheim, New York
  - Tour Eiffel, dessin à la plume sur carton brun, 53,1 × 48,1 cm, Museum of Modern Art, New York
  - Tour Eiffel aux arbres, huile sur toile, 126,4 × 92,8 cm, musée Solomon R. Guggenheim, New York
  - La Tour à la roue, dessin au pinceau, encre sur papier, 63,7 × 48,7 cm, Museum of Modern Art, New York
  - La Tour, dessin à la plume sur papier, 29 × 20 cm, collection Sonia Delaunay, Paris
  - La Tour, lithographie sur papier, 60 × 44 cm
- 1911
  - La Ville, huile sur toile, 145 × 112 cm, musée Solomon R. Guggenheim, New York
  - Fenêtre sur la Ville no 3, huile sur toile, 113,7 × 130,8 cm, musée Solomon R. Guggenheim, New York
  - Tour Eiffel, huile sur toile, 130 × 97 cm, Museum Folkwang, Essen
  - Champ de Mars, La Tour rouge, huile sur toile, 162,5 × 130 cm, Art Institute of Chicago, collection Joseph-Winterbotham
  - Portrait de Guillaume Apollinaire, gouache sur toile, 100 × 75 cm, Musée national d'Art moderne, Paris
- 1912 :
  - La Ville de Paris, huile sur toile, 267 × 406 cm, musée national d'Art moderne, Paris
  - Les Tours de Laon, huile sur toile, 162 × 130 cm, musée national d'Art moderne, Paris

### Orphisme et simultanéité
- 1912 :

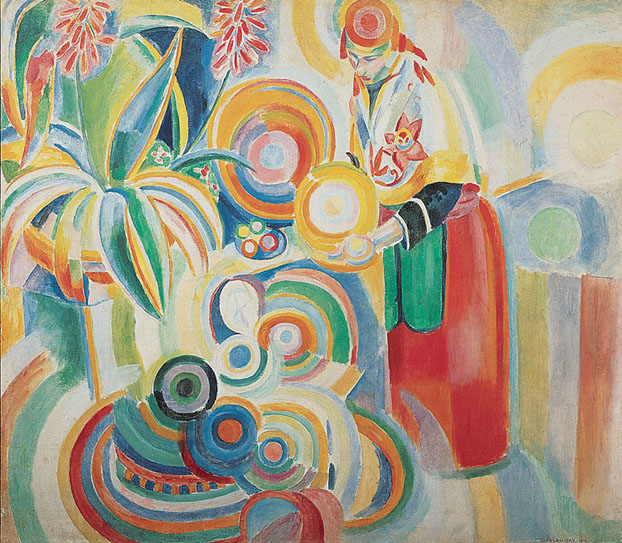
Robert Delaunay. Femme portugaise, 1915, huile sur toile,, Columbus Museum of Art, Colombus, États-Unis.

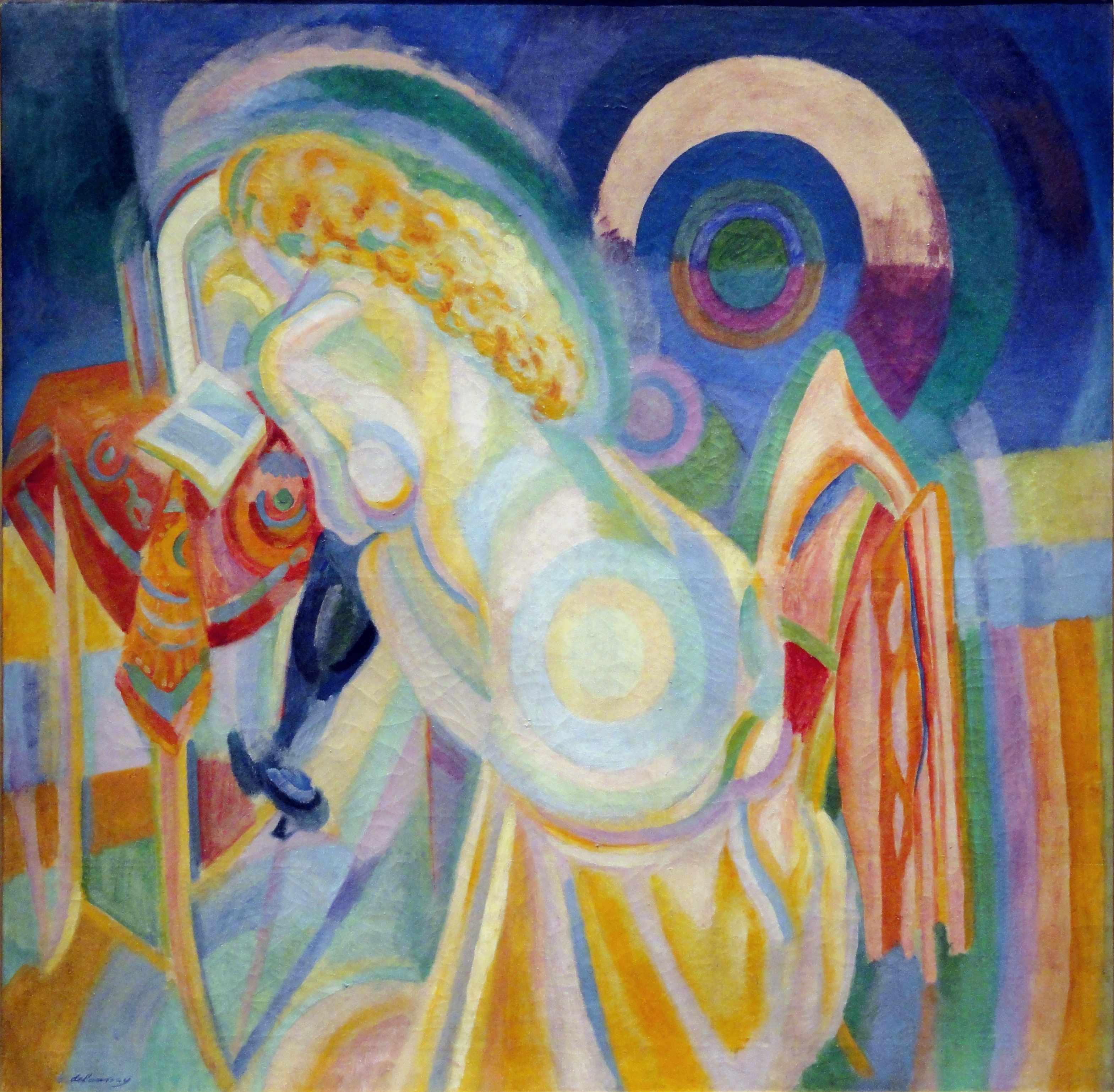
Robert Delaunay, Nu à la toilette (Nu à la coiffeuse), 1915, huile sur toile,, Musée d'Art Moderne de Paris.

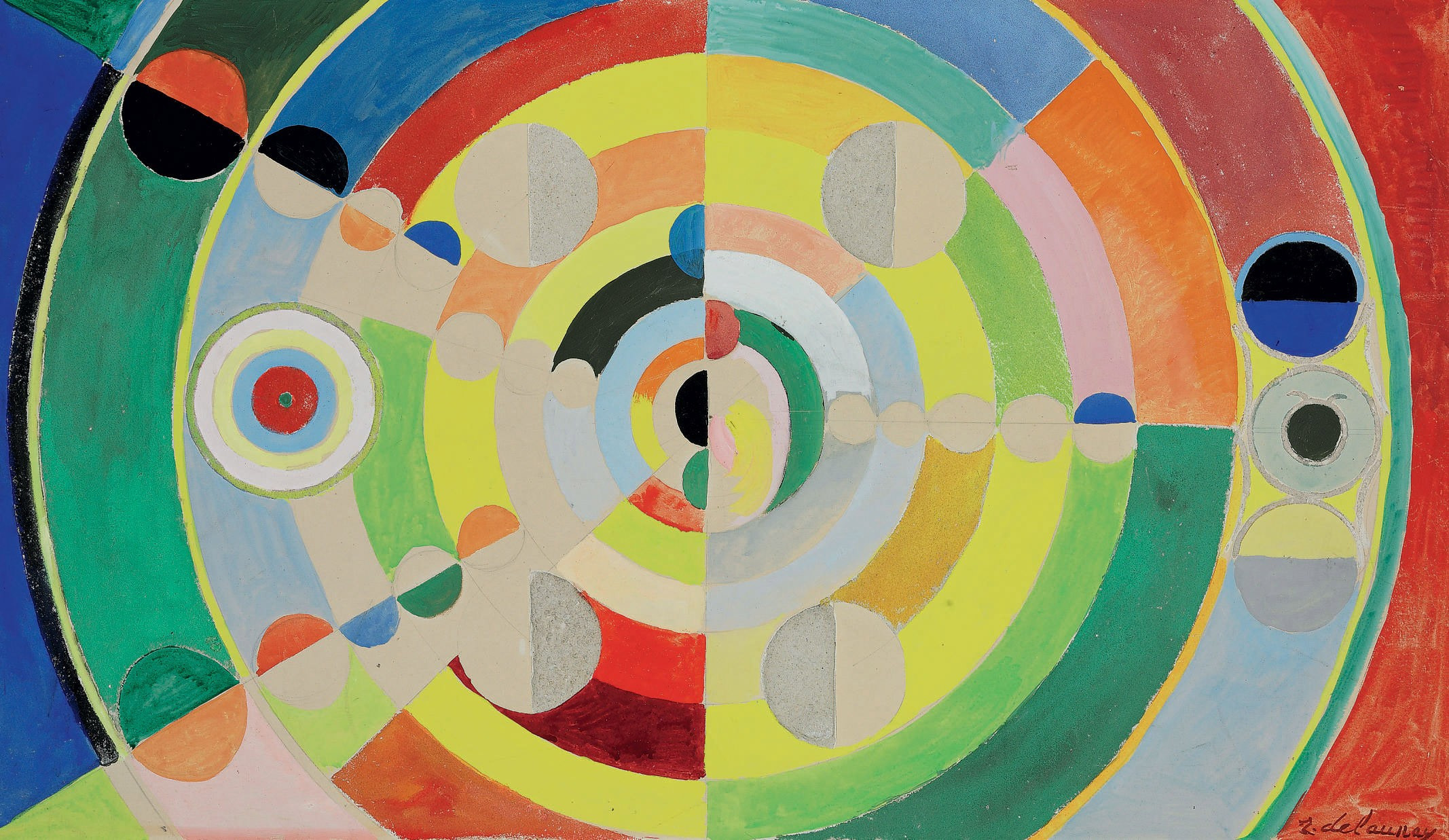
Robert Delaunay Relief-disques, 1936, gouache, sable et crayon sur carton,, collection particulière.

  - Les Fenêtres, huile sur toile, 35 × 91 cm, Philadelphia Museum of Art
  - Les Fenêtres sur la ville, huile sur toile, 53 × 207 cm, Museum Folkwang, Essen
  - Les Fenêtres simultanées sur la ville, huile sur toile, 46 × 40 cm, Hamburger Kunsthalle
  - Fenêtres ouvertes simultanément, huile sur toile, 46 × 37,5 cm, Tate Gallery, Londres
  - Les Fenêtres sur la ville (Première partie, Deuxième motif), huile sur carton, 39 × 29,6 cm, collection Sonia Delaunay, Paris
  - Une fenêtre, huile sur toile, 110 × 90 cm, centre Georges-Pompidou, Paris
  - Disque simultané, huile sur toile, 134 cm de diamètre, collection particulière
- 1913 :
  - L'Équipe de Cardiff, huile sur toile, 326 × 208 cm, musée d'art moderne de la ville de Paris
  - Formes Circulaires, peinture à la colle sur toile, 100 × 68 cm, musée national d'Art moderne, Paris
  - Femme à l'ombrelle ou La Parisienne, huile sur carton, 80,5 × 58,5 cm, musée de l'Annonciade, Saint-Tropez
  - Vue de Paris Notre-Dame, couleurs à la cire sur toile, 58 × 28 cm, Kunstmuseum, Bâle
- 1914 :
  - Hommage à Blériot (étude préparatoire), huile sur toile, 46 × 46 cm, musée de Grenoble
  - Hommage à Blériot, tempera sur toile, 250 × 251 cm, Kunstmuseum, Bâle
  - Portrait de Henri Rousseau, huile sur toile, 71 × 60 cm, musée de Laval, Mayenne
  - Fenêtre sur la ville, cire sur carton, 24,8 × 20 cm, Städische Galerie im Lembachhaus, Munich
  - Paris simultanéité, crayon de couleur sur papier, 25,4 × 19,8 cm, collection Sonia Delaunay, Paris
- 1915 :
  - Femme nue lisant, au musée d'art moderne de Troyes.
  - Femme au marché, Portugal, peinture à la colle sur carton, 81 × 100 cm, collection Léon-Cligman, Paris
  - Verseuse portugaise ou nature morte huile et cire sur toile, 140 × 150 cm, musée national d'Art moderne, Paris
  - Nu à la toilette, huile sur toile, 140 × 142 cm, musée d'art moderne de la Ville de Paris, legs du Dr Girardin
  - Nature morte portugaise huile sur toile, 85 × 107 cm, musée Fabre, Montpellier
- 1917 :
  - Symphonie colorée, huile sur toile, 144 × 204 cm, musée d'art moderne de la Ville de Paris
  - Football, aquarelle sur papier, 77 × 55 cm, collection Pierre Levy, Troyes
- 1918 : Football, aquarelle sur papier, 49,9 × 62,1 cm, musée national d'Art moderne, Paris
- 1922 :
  - Portrait d'André Breton, fusain sur papier calque, 101 × 65 cm, collection Joseph Pulitzer, Saint-Louis (Missouri)
  - Portrait de B. Kochno, fusain sur calque, 100 × 66 cm, collection particulière, Paris
  - Portrait de Philippe Soupault - Esquisse, peinture à la colle sur papier entoilé, 193 × 127,8 cm. Hirshhorn Museum and Schulpture Garden, Smithsonian Institution, Washington
  - La Baraque des Poètes, encre de Chine et rehauts de gouache sur papier, 24,5 × 25 cm, musée national d'Art moderne, Paris
  - Football, encre bleue sur papier, 27 × 22 cm, collection Sonia Delaunay, Paris
  - Manège de cochons, huile sur toile, 250 × 250 cm, musée national d'Art moderne, Paris
- 1923 : Portrait de Tristan Tzara, huile sur carton, 105,8 × 75 cm, collection Sonia Delaunay, Paris
- 1924 :
  - Trois joueurs de football, plume sur papier calque, 21,3 × 15 cm ; 21 × 15,9 cm ; 20,5 × 15,9 cm, musée national d'Art moderne, Paris
  - Portrait de Jean Cocteau (inachevé), huile sur carton, 106,2 × 80 cm, collection Sonia Delaunay, Paris
  - Les Coureurs, huile sur toile, 171 × 189,5 cm, collection Charles Delaunay, présentés au musée d'art moderne de Troyes, ayant à son dos Portrait de Bella Chagall.
- 1925 : Ville de Paris, La Femme et la Tour. Panneau décoratif pour le hall d'une ambassade, huile sur toile, 450,3 × 940 cm, collection Sonia Delaunay, Paris
- 1926 :
  - Tour Eiffel, huile sur toile, 170 × 104 cm, musée d'Art moderne de la Ville de Paris
  - La Tour Eiffel, huile sur toile, 169 × 86 cm, musée national d'Art moderne
- 1930 :
  - Rythme, Joie de vivre, huile sur toile, 228 × 200 cm, musée national d'Art moderne, centre Pompidou
  - Disques-Esquisse, aquarelle sur papier, 28 × 38,5 cm, collection Sonia Delaunay, Paris
- 1933 :
  - Relief-Rythme, ciment, liège et huile sur toile, 100 × 80,5 cm, collection Sonia Delaunay, Paris
  - Rythme sans fin, aquarelle sur papier, 33,6 × 12,8, collection Sonia Delaunay, Paris
- 1934 :
  - Rythmes, huile sur toile, 145 × 113 cm, musée national d'Art moderne, Paris
  - Rythme sans fin, huile sur toile, 207,5 × 52,1 cm, musée national d'Art moderne, Paris
- 1937 :
  - Maquette pour l'entrée du Hall des Réseaux, peinture et sable collés sur isorel, 107 × 202 cm, musée national d'Art moderne, Paris
  - Décoration du Palais de l'air, Exposition universelle de 1937, Paris
  - Maquette pour le Palais des chemins de fer, contreplaqué peint et relief de sable, 78 × 174 cm, musée national d'Art moderne, Paris

## Galerie

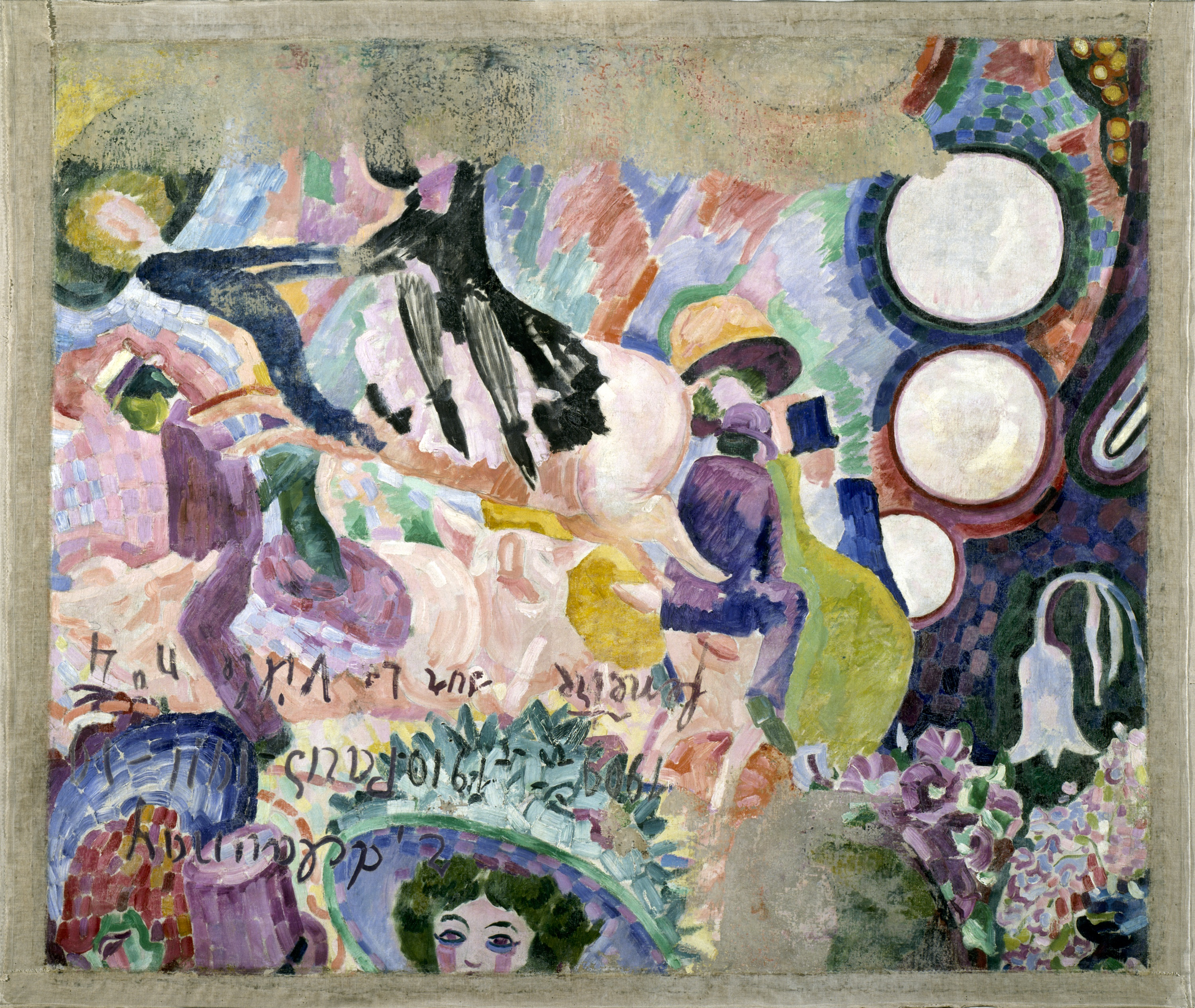
Manege de cochons, 1906, huile sur toile, 113,7 × 130,8 cm, musée Solomon R. Guggenheim, New York.
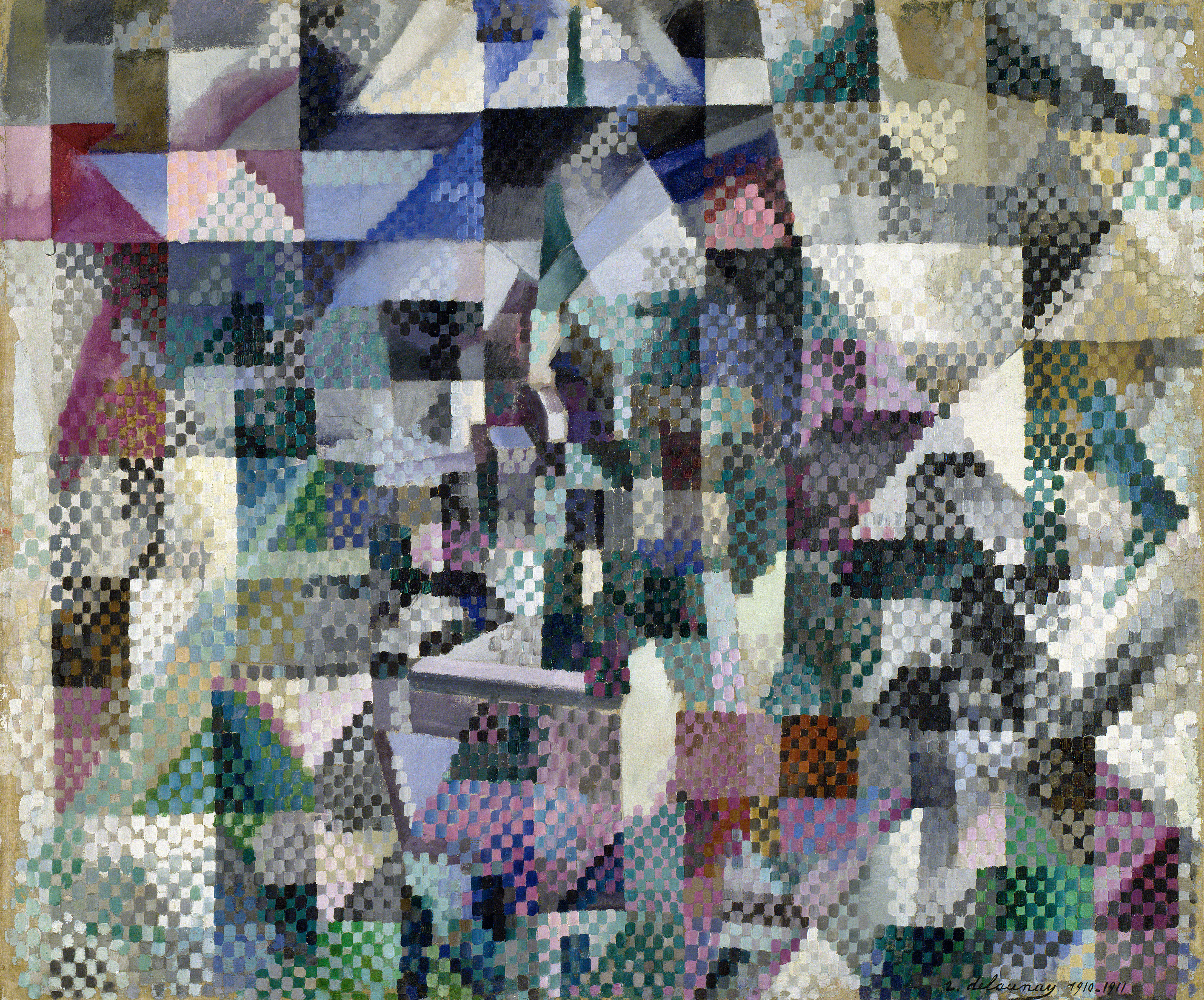
La fenêtre sur la ville no. 3., 1911-12, huile sur toile, 113,7 × 130,8 cm, musée Solomon R. Guggenheim, New York.
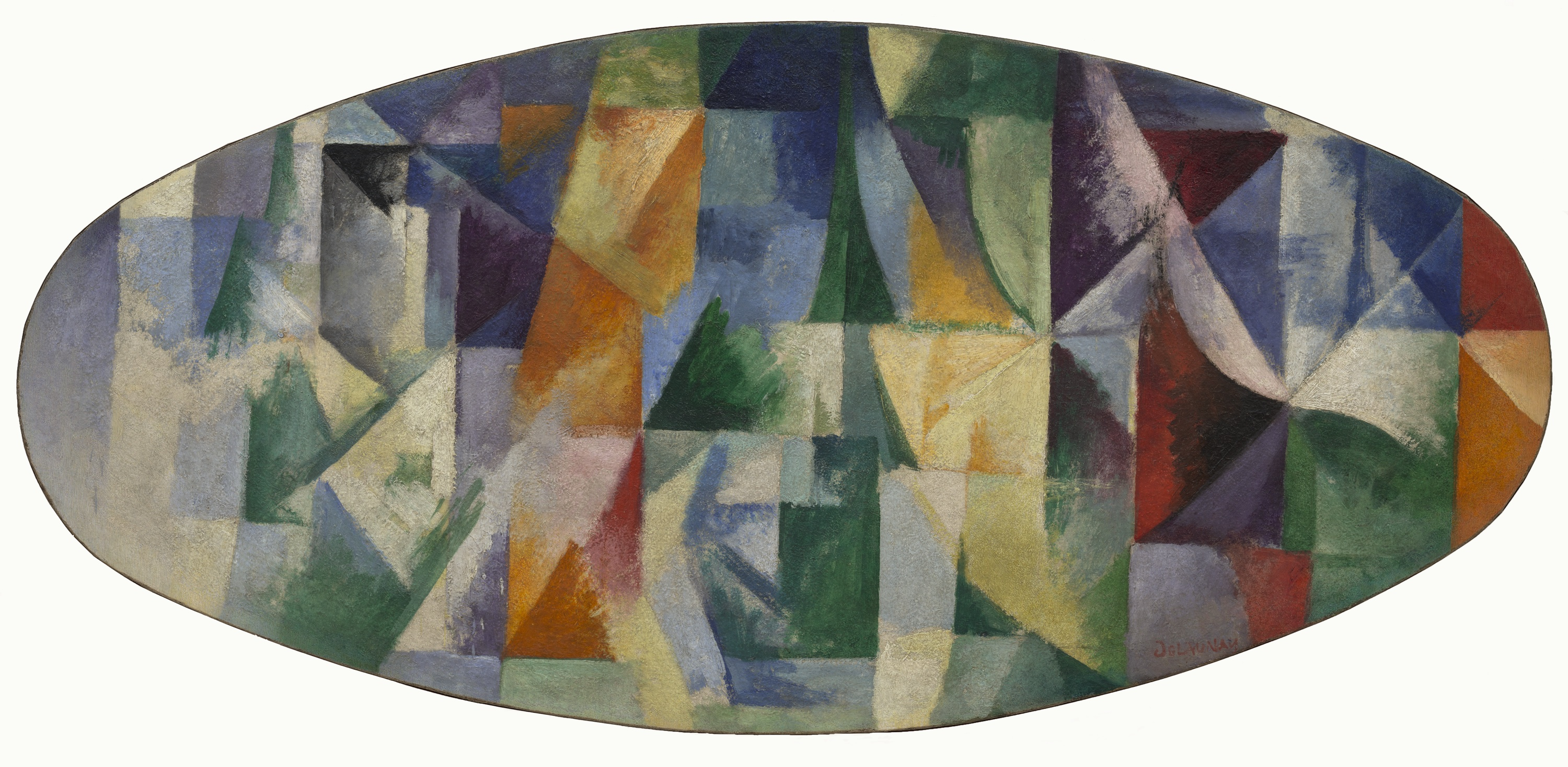
Fenêtres ouvertes simultanément 1re partie 3e motif, 1912, huile sur toile, 57 × 123 cm, musée Solomon R. Guggenheim, New York.
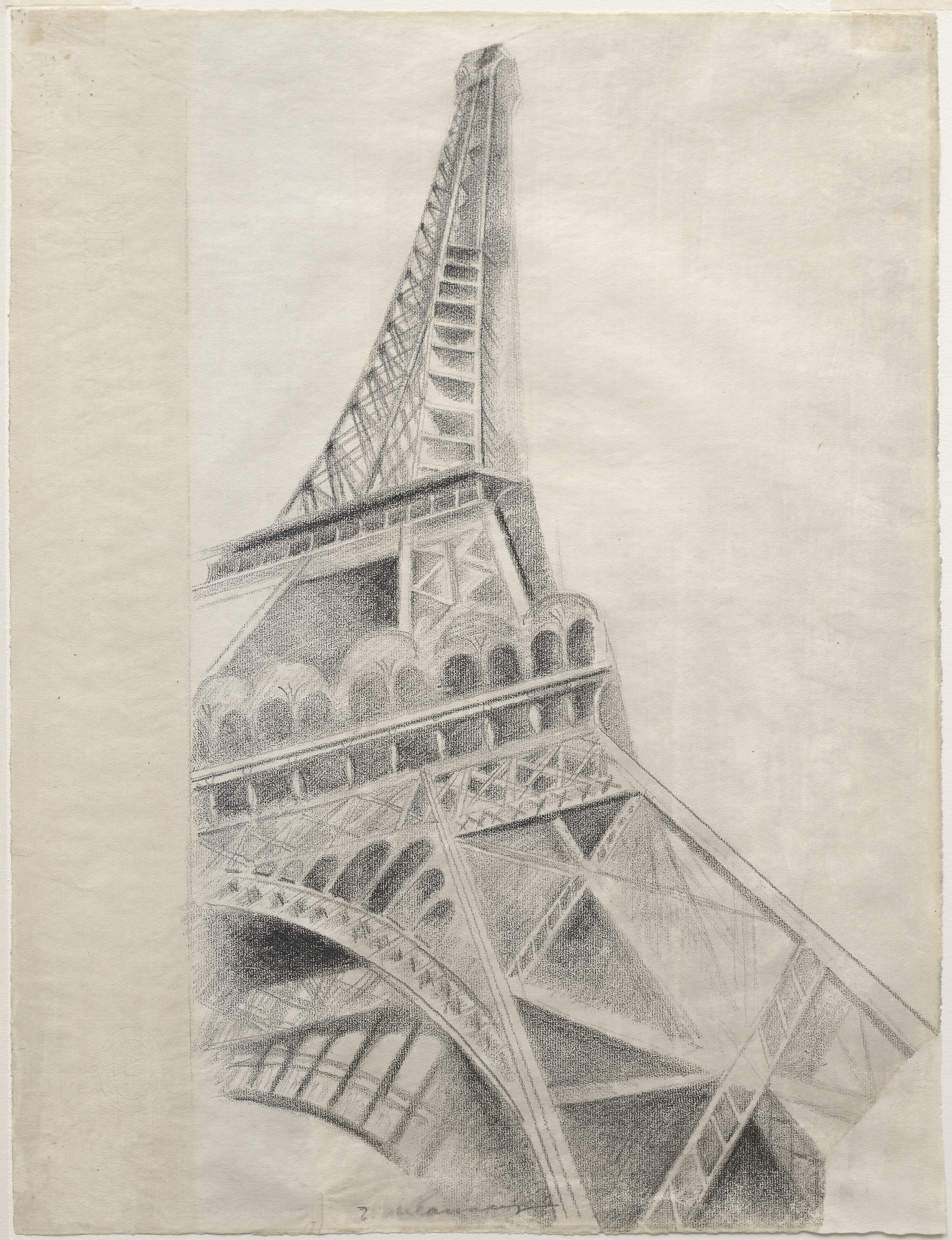
Tour Eiffel, 1926-1928, crayon Conté sur papier, 62,3 × 47,5 cm, musée Solomon R. Guggenheim, New York.
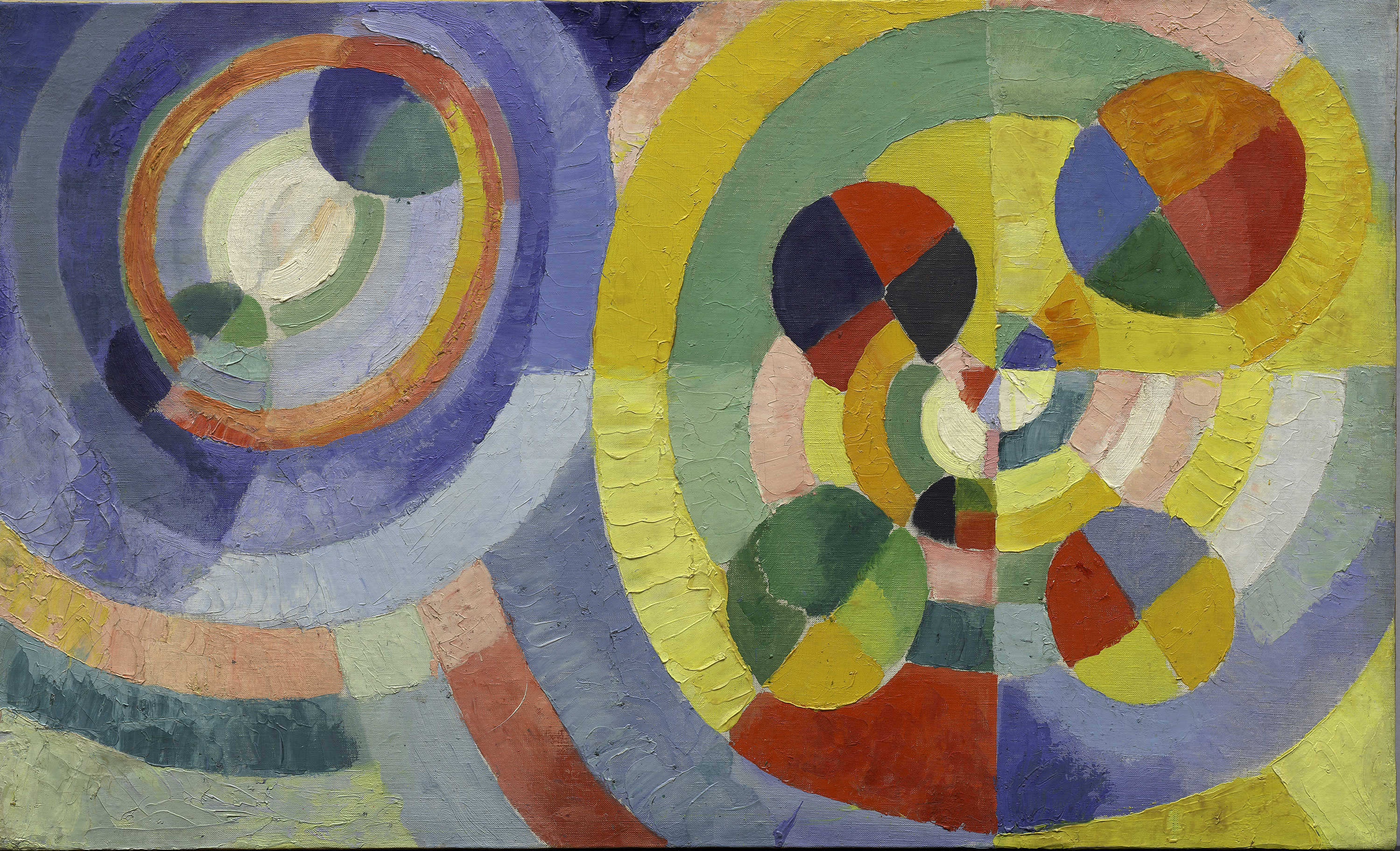
Formes circulaires, 1930, huile sur toile, 67,3 × 109,8 cm, musée Solomon R. Guggenheim, New York.

### Archives
- Le plus important fonds d'archives est conservé à la Bibliothèque Kandinsky, dans le centre Pompidou, à Paris« Fonds Robert et Sonia Delaunay, Centre Pompidou, Paris ».
- Un fonds Delaunay est également conservé par le Département des manuscrits de la Bibliothèque nationale de France à Paris. « Fonds Robert et Sonia Delaunay  à la BNF, Paris ».